# Нахманович, Рафаил Аронович
Рафаил Аронович Нахманович (23 января 1927 — 16 мая 2009) — советский, украинский кинорежиссёр-документалист. Заслуженный деятель искусств УССР (1990). Член Союза кинематографистов Украины.

## Биография
В 1949 году окончил искусствоведческий факультет Киевского театрального института. До смерти Сталина и окончания «борьбы с космополитизмом» вынужден был работать методистом в Кировоградском доме народного творчества, помощником экскаваторщика на заводе гипсовых досок, токарем на киевском Музкомбинате. В 1954 году пришёл на Украинскую студию хроникально-документальных фильмов в Киеве, где проработал до 1997 года.
Снял более шестидесяти документальных фильмов, из которых около десяти были уничтожены или не выпущены на экран по политическим мотивам. Трижды на длительный срок лишался права снимать кино.
29 сентября 1966 года киногруппа Р. Нахмановича по его инициативе снимала несанкционированный властями митинг, организованный молодыми киевскими сионистами к 25-летию расстрела киевских евреев в Бабьем Яру, на котором выступали писатели В. Некрасов и И. Дзюба. Все фигуранты митинга попали во внимание КГБ, плёнка была конфискована.
Автор воспоминаний: Р. А. Нахманович «Возвращение в систему координат или Мартиролог метека». — К.: Феникс, 2013, с приложением: 2 DVD-диска с 10 избранными фильмами, в том числе фильмом о Р. Нахмановиче, снятом Александром Балагурой в 1997—2012 гг.
Похоронен на Берковецком кладбище в Киеве.

## Фильмография
Из книги: Нахманович Р. А. «Возвращение в систему координат, или Мартиролог метека» (С. 247—252).
- укр. Будні українського колгоспу (Будни украинского колхоза) (1958 г., 2 части). О колхозе «Украина» в Хмельницкой обл., материальном и культурном уровне жизни колхозников.
- укр. Вода Донбасу (Вода Донбасса) (1958 г., 1 ч.). О строительстве канала Северский Донец — Донбасс.
- укр. Збільшити місткість тваринницьких приміщень (Увеличить вместительность животноводческих помещений) (1959 г., 1 ч.). О решении проблемы вместительности животноводческих помещений на примере колхозов Киево-Святошинского района Киевской обл.
- укр. Кінець павука (Конец паука) (1959 г., 2 ч.). Антирелигиозный фильм о сельском «святом», лидере религиозной секты о. Митрофане Ковале, его односельчанах и прихожанах из с. Оситняжка Черкасской обл.
- В труде растем (1960 г., 2 ч.). О трудовом воспитании детей в школах-интернатах, о созданных ими музеях, изготовленных учебных пособиях, разбитых садах и приобретённых трудовых навыках.
- укр. День у радгоспі (День в совхозе) (1960 г., 1 ч.). О совхозе «Коминтерн» Черкасской обл., в который приехали изучать местный опыт механизаторы из Польши.
- Неизвестному солдату… (1961 г., 5 ч.). О неизвестных героях Великой Отечественной войны. Фильм создан к 20-летию начала войны и посвящён памяти погибших солдат.
- укр. Син солдата (Сын солдата) (1962 г., 2 ч.). О старшине Черноморского флота В. Кирнове, отец которого погиб на войне. Фильм получил приз и диплом Лейпцигского кинофестиваля.
- укр. Вам, двадцятирічні (Вам, двадцатилетние) (1963 г., 2 ч.). О судьбе юношей и девушек из Москвы, Одессы, Дрездена, которые потеряли отцов во время Второй мировой войны.
- укр. Мис Тарханкут (Мыс Тарханкут) (1963 г., 1 ч.). О мысе Тарханкут на северо-западе Крыма, о его жителях, их работе и учёбе.
- Перекати (Перекаты) (1963 г., 2 ч.). О расчистке от перекатов русла Днепра в районе с. Триполье, Киевской обл.
- укр. Мій Максим Автономович (Мой Максим Автономович) (1964 г., 2 ч.). О двух друзьях — заведующем районо в г. Чернобыле М. Якименко и московском ученом Н. Лейзерове, бывшем узнике ГУЛАГа. Не принят к показу Госкино СССР, копия уничтожена.
- Жил человек… (1964 г., 2 ч.). О фронтовом санинструкторе, киевлянке Елене Ковальчук вспоминают мать, бывшие бойцы и подруги.
- Минуты перед бессмертием (1965 г., 2 ч.). Фильм, первоначально называвшийся «Письма живым», построен на предсмертных письмах участников войны — пулеметчицы Н. Ониловой и киевского подпольщика Героя Советского Союза В. Кудряшова. Фильм получил диплом Всесоюзного кинофестиваля.
- 1200 звезд (1965 г., 1 ч.). О гастролях участников художественной самодеятельности Украины в Москве и Ленинграде.
- укр. Алушта (Алушта) (1965 г., 1 ч.). О г. Алушта, Крымской обл., его исторических памятниках, санаториях, пионерских лагерях.
- укр. Матч рівних (Матч равных) (1965 г., 1 ч.). О соревнованиях гимнастов СССР и Японии, которые состоялись в Киеве и Москве.
- укр. В ті роки дальнії, глухії… (В те годы дальние, глухие…) (1966 г., 2 ч.). О жизни и творчестве художника М. Врубеля, о реставрации им фресок знаменитой Кирилловской церкви в г. Киеве.
- укр. Обговоренню підлягає (Обсуждению подлежит) (1966 г., 5 ч.). О молодёжной преступности, о детских колониях. Фильм был принят, но не выпущен на союзный экран. Аргументация Госкино СССР: «В СССР нет и никогда не будет наркомании, — потому что она невозможна в стране победившего социализма!»
- укр. Київські усмішки (Киевские улыбки) (1967 г., 2 ч.). Фильм о Киеве и киевлянах. Комментируют сюжеты народные артисты УССР Ю. Тимошенко и Е. Березин (Тарапунька и Штепсель).
- Вспоминая Черняховского (1968 г., 2 ч.). О советском полководце, дважды Герое Советского Союза, генерале армии И. Черняховском. Фильм не выпущен на экран по личному распоряжению министра обороны СССР маршала А. Гречко.
- Турья — земля полесская… (авторский вариант — 1970 г., 7 ч., окончательный вариант — 1971 г., 5 ч.). О председателе одного из полесских колхозов А. Мязе, который во времена советского планового хозяйства пытался воплотить в жизнь зачатки предпринимательства. Фильм в авторском варианте получил главный приз I Республиканского кинофестиваля «Человек труда на экране» в г. Жданове (Мариуполе), но не был выпущен на экран по настоянию Министерства сельского хозяйства СССР. После ряда кардинальных переделок и сокращений Р. Нахманович снял свою фамилию с титров.
- Колхоз «Дружба народов» (1971 г., 5 ч.). О передовом крымском колхозе, в котором работают люди разных национальностей — евреи, русские, татары, украинцы, и о его председателе — Герое Социалистического Труда Илье Егудине. Фильм принимал участие в Международном фестивале сельских фильмов.
- 22 июня (1971 г., 1 ч.). Об обычном трудовом дне киевлян — 22 июня 1971 года. Фильм посвящён 30-летию со дня начала войны.
- Ладыжин, 18 января (1972 г., 1 ч.). О рабочих Ладыжинской ГРЭС в Винницкой обл.
- Одиннадцать (1973 г., 1 ч.). О бригаде коммунистического труда слесарей-сборщиков Одесского завода радиально-сверлильных станков им. В. И. Ленина.
- укр. І знову білий цвіт каштанів… (И снова белый цвет каштанов…) (1973 г., 3 ч.). О Киеве и киевлянах. Фильм посвящён 30-летию освобождения Киева. Сделан на материалах, отснятых для фильма «Киеву — 2000 лет» (по сценарию В. Некрасова), закрытого по распоряжению Госкино.
- Продавец игрушек (1973 г., 1 ч.). О детях войны и современных детях, о ветеране войны, продавце отдела игрушек киевского универмага, Людмиле Алексеевой. Сделан на материалах, отснятых для фильма «Киеву — 2000 лет» (по сценарию В. Некрасова), закрытого по распоряжению Госкино. Фильм «Продавец игрушек» не принят на союзный экран. Одному из заместителей Председателя Госкино СССР не понравился маленький крестик, найденный в Освенциме.
- Большой хлеб (1973 г., 3 ч.). Фильм посвящён хлеборобам Украины, собравшим в 1973 г. миллиард пудов хлеба.
- От каждого из нас (1974 г., 6 ч.). О развитии народного хозяйства, науки и культуры на Украине в 1973 г.
- О друзьях-товарищах… (1975 г., 2 ч.). О бывших разведчиках Черноморского флота, о войне, о дружбе, сложившейся в те трудные годы и сохранившейся на всю жизнь. Фильм получил диплом Всесоюзного кинофестиваля.
- Пушкин в Одессе (1975 г., 2 ч.). Об одесском периоде жизни и творчества А. Пушкина. Первоначальная авторская версия фильма под названием «Пушкин. Штрихи к портрету», в которой ставилась проблема «поэт и власть», не была принята на экран из-за аллюзий, связанных с эмиграцией А. Солженицына и В. Некрасова.
- В ответе каждый (1976 г., 3 ч.). О роли семьи, общественности, Общества Красного Креста — в профилактике пьянства среди детей и подростков.
- Мост (1976 г., 1 ч.). Об открытии Московского моста в г. Киеве, об истории киевского Мостоотряда-2.
- укр. Квіти мої — люди (Цветы мои — люди) (1977 г., 1 ч.). О Василии Скопиче — художнике-любителе, учителе музыки в пос. Иванков, Киевской обл.
- Михаил Бодашевский — строитель (1979 г., 1 ч.). О бригадире монтажников треста «Азовстальстрой», депутате Верховного Совета СССР, Герое Социалистического Труда М. Бодашевском.
- Сотвориша мир на Желани (1980 г., 1 ч.). Об открытии историком С. Высоцким неизвестных граффити XI—XII вв. на стене Софийского собора в г. Киеве.
- укр. В’язень Косого капоніра (Узник Косого капонира) (1980 г., 1 ч.). Об участнике революции 1905—1907 гг. и Гражданской войны В. Жадановском.
- укр. Студент Київського університету (Студент Киевского университета) (1980 г., 1 ч.). Фильм построен на фронтовых письмах к родным и друзьям студента Киевского университета Адольфа Павленко, не вернувшегося с войны. Фильм не принят на экран из-за звучавшего в нём стихотворения Леонида Киселёва.
- Дневник старого врача (1981 г., 1 ч.). О жизни и деятельности русского врача и общественного деятеля, основателя военно-полевой хирургии Н. Пирогова.
- Мир Натана Рыбака (1982 г., 2 ч.). О жизни и творчестве украинского писателя и общественного деятеля Н. Рыбака.
- Иван Федоров — друкарь москвитин (1983 г., 1 ч.). Об основателе книгопечатания в Украине и России Иване Федорове. О его пребывании во Львове и Остроге. Фильм принимал участие во Всесоюзном кинофестивале.
- Книга судеб (1984 г., 1 ч.). Фильм о ветеране войны полковнике М. Яреме, который составил поимённую Книгу памяти солдат, погибших в боях за Киев.
- День в музее (1984 г., 3 ч.). Фильм построен на материалах Киевского филиала Центрального музея В. И. Ленина.
- Мосты через столетия (1984 г., 1 ч.). Своими мыслями о патриотизме, мужестве, самопожертвовании делятся историк и археолог П. Толочко и А. Козак, четырнадцатилетним юношей принимавший участие в деятельности киевского подполья.
- …В знаменитые одесские дни… (1985 г., 2 ч.). О вооружённом выступлении рабочих и матросов Одессы в июне 1905 г. Фильм посвящён 80-летию первой русской революции.
- За власть Советов (1986 г., 1 ч.). О вооружённом восстании большевиков и рабочих киевского завода «Арсенал» в январе 1918 г. и о современной жизни улицы Январского восстания в Киеве.
- укр. Євшан-зілля Михайла Сікорського (Евшан-трава Михаила Сикорского) (1986 г., 3 ч.). О жизненном пути создателя и директора Переяслав-Хмельницкого исторического музея под открытым небом.
- Декрет (Декрет) (1986 г., 2 ч.). О подписанном В. Лениным декрете Совнаркома о финансовой помощи пострадавшим от наводнения жителям Кременчугского уезда.
- Как нам грядущее дается… (1987 г., 9 ч.). О судьбах людей, родившихся в год смерти В. Ленина (1924 г.) и названных в его честь. Герои вспоминают своё детство, репрессии, войну, оценивают пути Перестройки.
- укр. Час сплачувати борги (Время платить долги) (1988 г., 3 ч.). О проблемах села: оттоке молодежи, отсутствии экономической самостоятельности, упадке социально-культурной сферы.
- Еврейское кладбище (1989 г., 9 ч.). О возрождении еврейского самосознания и национальной памяти. Герой фильма — театральный художник Михаил (Моше) Гимейн, испытавший на себе репрессивную советскую систему, отказник, побывавший в «психушке» за стремление вести религиозный образ жизни. Фильм принимал участие в фестивале еврейских фильмов в Сан-Франциско, Иерусалимском кинофестивале. Получил Почетный диплом конкурса Союза кинематографистов СССР «Ника» (1990 г.).
- укр. Віктор Некрасов на свободі і дома (Виктор Некрасов на свободе и дома) (1991 г., 12 ч.; 1992 г., телеверсия, 2 серии). Фильм-раздумье о сложной судьбе в советском государстве В. Некрасова, всемирно известного писателя, честного и принципиального человека. Фильм получил Почетный диплом конкурса Союза кинематографистов СССР «Ника» (1991 г.).
- укр. Вірменська церква (Армянская церковь) (1992 г., 5 ч.). О борьбе за возрождение армянской общины и возвращение ей старинной армянской церкви в г. Львове. Первый фильм из цикла «Народы Украины».
- укр. Борис Чичибабін. Замість сповіді (Борис Чичибабин. Вместо исповеди) (1993 г., 3 ч.). Рассказ о непростой судьбе и творчестве замечательного харьковского поэта Б. Чичибабина.
- укр. Минуле?.. (Прошлое?..) (1995 г., 3 ч.). О насильственной депортации сталинским режимом крымских татар 18 мая 1944 г., о судьбах людей, вернувшихся через полвека на родную землю. Второй фильм из цикла «Народы Украины».

Все перечисленные кинофильмы сняты Р. Нахмановичем на Украинской студии хроникально-документальных фильмов («Укркинохроника»), за исключением фильма «Еврейское кладбище», снятого в соавторстве с Ю. Марьямовым на московской киностудии «Центрнаучфильм».
В фильмографию не включены документальные спецвыпуски, киножурналы и сюжеты для кинолетописи.

## Адреса
- С рождения и до 1966 год (с перерывом на войну) жил на ул. Горького (бывшая Кузнечная), 45;
- С 1966 по 1969 год — ул. Ивана Кудри, 42;
- С 1969 по 1985 год — ул. Патриса Лумумбы, 13;
- С 1985 год и до смерти — Липский переулок, 3.